# Claire Motte
Claire Motte, née le 21 décembre 1937 à Belfort et morte le 16 juillet 1986 à Paris 18e,, est une danseuse française. Fille du colonel Motte du régiment des sapeurs pompiers de Paris.

## Biographie
Élève d'Atty Chadinoff dès l'âge de six ans, Claire Motte est d'abord refusée à l'entrée de l'école du ballet de l'Opéra de Paris en 1947; acceptée l'année suivante, elle devient à l'âge de dix ans, l'élève de Carlotta Zambelli et d'Yves Brieux. Elle est engagée dans le corps de ballet à 14 ans puis est nommée première danseuse à 18 ans et danseuse étoile en 1960. Elle danse pour cette institution, souvent avec Jean-Pierre Bonnefous pour partenaire, jusqu'en 1979. Elle crée notamment le rôle d'Esmeralda dans le ballet Notre Dame de Paris de  Roland Petit, La Péri de George Skibine en 1966.

« Technicienne exceptionnelle, elle impose sa danse avec une rare puissance et une grande intensité émotionnelle »

En 2005, le jardin Claire-Motte dans le 17e arrondissement de Paris prend son nom en hommage.
Sa tombe se trouve dans la 32e division du cimetière des Batignolles.

## Carrière pédagogique
- Professeur au conservatoire national de Bobigny en 1969 ;
- Direction de la danse à la Schola Cantorum de Paris de 1969 à 1975 ;
- Professeur à l'école de danse de l'Opéra de Paris de 1977 à 1983 ;
- Professeur à l'Opéra de Paris de 1983 à 1985 ;
- Professeur au conservatoire national supérieur de musique et de danse de Paris de 1979 à 1986.

## Distinctions
- Chevalier de la Légion d'honneur, le 24 mars 1988 (nomination à titre exceptionnel) ;
- Grande Médaille de Vermeil de la ville de Paris, le 19 janvier 1979
- Officier de l'Ordre des Arts et des Lettres, le 20 mai 1976.

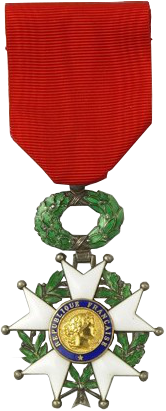
Médaille de chevalier de la Légion d’honneur
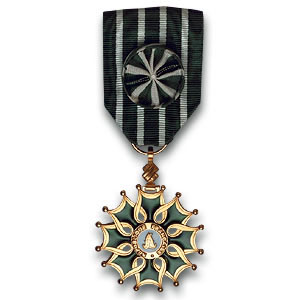
Médaille d'officier des Arts et des Lettres